# Kozerki Open 2024 - Doppio
Il doppio del torneo di tennis professionistico Kozerki Open 2024, facente parte della categoria Challenger 75 nell'ambito dell'ATP Challenger Tour 2024, si è giocato dal 12 al 18 agosto a Grodzisk Mazowiecki, in Polonia. Théo Arribagé e Luca Sanchez erano i detentori del titolo ma solo Sanchez aveva scelto di partecipare in coppia con Divij Sharan.
In finale Charles Broom e David Stevenson hanno sconfitto Daniel Cukierman e Johannes Ingildsen con il punteggio di 6–3, 7–6(3).

## Teste di serie
1. Karol Drzewiecki /  Piotr Matuszewski (quarti di finale)
2. Joshua Paris /  Ramkumar Ramanathan (primo turno)

1. Charles Broom /  David Stevenson (campioni)
2. Daniel Cukierman /  Johannes Ingildsen (finale)

## Wildcard
1. Marcel Kamrowski /  Kacper Żuk (primo turno)

1. Szymon Kielan /  Filip Pieczonka (primo turno)

## Tabellone

### Legenda
| - Q = Qualificato - WC = Wild card - LL = Lucky loser | - ALT = Alternate - SE = Special Exempt - PR = Protected Ranking | - w/o = Walkover - r = Ritirato - d = Squalificato |

|  | Primo turno | Primo turno                      | Primo turno                | Primo turno | Primo turno |  |  | Quarti di finale | Quarti di finale           | Quarti di finale           | Quarti di finale        | Quarti di finale        |   |     | Semifinali | Semifinali                          | Semifinali                          | Semifinali                    | Semifinali                    |   |   | Finale | Finale | Finale | Finale | Finale |  |
|  |             |                                  |                            |             |             |  |  |                  |                            |                            |                         |                         |   |     |            |                                     |                                     |                               |                               |   |   |        |        |        |        |        |  |
|  | 1           | K Drzewiecki P Matuszewski       | K Drzewiecki P Matuszewski | 6           | 7           |  |  |                  |                            |                            |                         |                         |   |     |            |                                     |                                     |                               |                               |   |   |        |        |        |        |        |  |
|  |             | M Lajal J Seeman                 | M Lajal J Seeman           | 2           | 63          |  |  | 1                | K Drzewiecki P Matuszewski | K Drzewiecki P Matuszewski | 62                      | 65                      |   |     |            |                                     |                                     |                               |                               |   |   |        |        |        |        |        |  |
|  |             | C Lock R Statham                 | 7                          | 1           | [5]         |  |  |                  | A Bakshi L Pokorný         | A Bakshi L Pokorný         | 7                       | 7                       |   |     |            |                                     |                                     |                               |                               |   |   |        |        |        |        |        |  |
|  |             | A Bakshi L Pokorný               | 5                          | 6           | [10]        |  |  |                  |                            |                            |                         |                         |   |     |            | A Bakshi L Pokorný                  | A Bakshi L Pokorný                  | 4                             | 63                            |   |   |        |        |        |        |        |  |
|  | 4           | D Cukierman J Ingildsen          | 3                          | 6           | [10]        |  |  |                  |                            | 4                          | D Cukierman J Ingildsen | D Cukierman J Ingildsen | 6 | 7   |            |                                     |                                     |                               |                               |   |   |        |        |        |        |        |  |
|  | WC          | M Kamrowski K Żuk                | 6                          | 3           | [8]         |  |  | 4                | D Cukierman J Ingildsen    | 4                          | 78                      | [10]                    |   |     |            |                                     |                                     |                               |                               |   |   |        |        |        |        |        |  |
|  | WC          | S Kielan F Pieczonka             | S Kielan F Pieczonka       | 69          | 1           |  |  |                  | G Oradini D Pichler        | 6                          | 6                       | [7]                     |   |     |            |                                     |                                     |                               |                               |   |   |        |        |        |        |        |  |
|  |             | G Oradini D Pichler              | G Oradini D Pichler        | 711         | 6           |  |  |                  |                            |                            |                         |                         |   |     | 4          | Daniel Cukierman Johannes Ingildsen | Daniel Cukierman Johannes Ingildsen | 3                             | 63                            |   |   |        |        |        |        |        |  |
|  |             | R Bertrand D Vallejo             | 6                          | 5           |             |  |  |                  |                            |                            |                         |                         |   |     |            |                                     | 3                                   | Charles Broom David Stevenson | Charles Broom David Stevenson | 6 | 7 |        |        |        |        |        |  |
|  |             | V Ursu V Uzhylovskyi             | 2                          | 4           | r           |  |  |                  | R Bertrand D Vallejo       | 6                          | 1                       | [4]                     |   |     |            |                                     |                                     |                               |                               |   |   |        |        |        |        |        |  |
|  |             | A Barroso Campos B Pujol Navarro | 3                          | 7           | [2]         |  |  | 3                | C Broom D Stevenson        | 4                          | 6                       | [10]                    |   |     |            |                                     |                                     |                               |                               |   |   |        |        |        |        |        |  |
|  | 3           | C Broom D Stevenson              | 6                          | 5           | [10]        |  |  |                  |                            |                            |                         |                         |   |     | 3          | C Broom D Stevenson                 | 7                                   | 4                             | [10]                          |   |   |        |        |        |        |        |  |
|  |             | L Sanchez D Sharan               | L Sanchez D Sharan         | 5           | 2           |  |  |                  |                            |                            | S Duncan H Reese        | 63                      | 6 | [6] |            |                                     |                                     |                               |                               |   |   |        |        |        |        |        |  |
|  |             | M Geerts S Walków                | M Geerts S Walków          | 7           | 6           |  |  |                  | M Geerts S Walków          | M Geerts S Walków          | 5                       | 1                       |   |     |            |                                     |                                     |                               |                               |   |   |        |        |        |        |        |  |
|  |             | S Duncan H Reese                 | S Duncan H Reese           | 6           | 6           |  |  |                  | S Duncan H Reese           | S Duncan H Reese           | 7                       | 6                       |   |     |            |                                     |                                     |                               |                               |   |   |        |        |        |        |        |  |
|  | 2           | J Paris R Ramanathan             | J Paris R Ramanathan       | 4           | 3           |  |  |                  |                            |                            |                         |                         |   |     |            |                                     |                                     |                               |                               |   |   |        |        |        |        |        |  |